# 대구관남초등학교
대구관남초등학교는 대한민국 대구광역시 북구에 있는 공립 초등학교이다.

## 역사
- 2001-03-01 대구관남초등학교 개교(32학급, 남752명, 여562명, 계1314명)
- 2001-03-01 대구관남초등학교 병설유치원 설립(1학급 34명)
- 2001-06-26 서부초등학생음악발표대회(합창부문)우수상
- 2001-10-25 제12회 학생종합예술제(무용부문)
- 2001-12-28 2001 교육활동 유공학교
- 2002-02-19 제1회 졸업식(졸업생 203명)
- 2002-06-27 2002 초등학생음악발표대회(합창부문) / 서부교육청교육장
- 2002-10-31 제13회 학생종합예술제(음악·무용부문) / 서부교육청교육장
- 2002-12-03 제1회 대구광역시초등학교창의력경진대회(장려상) / 대구광역시교육감
- 2003-02-18 제2회 졸업식(졸업생 221명, 총 424명)
- 2003-06-26 2002 초등음악발표회 합주부문 / 서부교육청교육장
- 2003-12-22 2003 동교과수업연구회 최우수학교 / 서부교육청교육장
- 2004-02-13 제3회 졸업식(졸업생 232명, 총 656명)
- 2004-06-15 2004 초등음악발표회 합창부문
- 2004-12-29 2004 교내장학활동 우수학교
- 2005-02-16 제4회 졸업식(졸업생 219명, 총 875명)
- 2005-03-01 2005학년도 36학급, 병설 유치원 1학급 편성
- 2005-05-21 제1회 초등학교 학부모와 함께하는 합창·합주 경연대회 합창부문 우수
- 2005-11-10 제35회 전국소년체육대회 및 제87회 전국체육대회 대비 평가대회3위
- 2005-12-26 창의적인 학교 경영 및 창의성 교육활동 대구광역시서부교육청교육장
- 2005-12-27 교내자율장학활동 활성화
- 2006-02-17 제5회 졸업식(졸업생 211명, 총 1086명)
- 2006-03-01 2006학년도 38학급 편성, 병설 유치원 1학급(종일반 운영)
- 2006-03-24 소년 체육대회 체조 여초부 준우승
- 2006-05-26 제2회 초등학교 학부모와 함께하는 합창 합주 경연대회 합창부문 우수
- 2006-07-14 대구광역시장배 체조대회 여초부 단체종합 2위
- 2006-09-05 방과후 학교 운영 우수사례 경진대회 우수
- 2006-12-11 제4회 창의성교육실적물 전시회 우수
- 2006-12-26 교내 자율장학활동 우수학교
- 2006-12-28 관남초등학교 창의적 운영 학교 표장
- 2006-12-28 병설유치원 장학활동 표창
- 2007-02-14 제6회 졸업식(졸업생 211명, 총 1297명)
- 2007-03-01 2007학년도 38학급 편성, 병설 유치원 1학급(종일반 운영)
- 2007-03-24 2007년 대구광역시 소년체육대회 체조 여초부 준우승 / 대구광역시서부교육청교육장, 대구광역시교육감
- 2007-05-28 제3회 초등학교 학부모와 함께하는 합창 ·합주 경연대회 합창부문 우수 / 대구광역시서부교육청교육장
- 2007-06-04 2007년 학교도서관 활성화 우수학교 / 부총리겸교육인적자원부장관
- 2007-11-10 (상장) 2007년 대구광역시 소년체육대회 체조 여초부 준우승/ 대구광역시교육감
- 2007-12-26 (상장) 2007. 교내자율장학활동 / 장려 / 대구광역시교육감
- 2007-12-27 (표창장) 창의성교육 및 학교경영 우수(장학활동) / 대구광역시서부교육청교육장
- 2008-02-04 문화예술교육 학습장 설치(목련갤러리)
- 2008-02-21 제7회 졸업식(졸업생 179명, 총계 1476명)
- 2008-03-01 2008학년도 35학급 편성, 병설 유치원 1학급(종일반 운영)
- 2008-03-22 2008년 대구광역시 소년체육대회 여자체조부 단체 준우승
- 2008-04-15 목련미술관 개관
- 2008-05-06 문화예술선도학교 지정(문화관광부, 2008.05.06. ~ 2008.11.30.)
- 2008-05-28 2008 민속놀이 한마당 버금상/ 대구광역시서부교육청교육장 제7회 대구은행 어린이 사생대회 은상(학교발전기부금 50만원)/ 대구광역시교육감
- 2008-06-03 제37회 전국소년체육대회 체조 여자초등부 단체종합 3위
- 2008-06-19 교내 CCTV 8대 설치
- 2008-07-04 제4회 합창ㆍ합주 경연대회합창부문 최우수/ 대구광역시교육감
- 2008-07-28 유치원 도색작업
- 2008-08-24 환경개선사업(교실, 복도 벽 설치 및 바닥 교체(36실))
- 2008-09-05 과학실 현대화 사업
- 2008-09-11 자연환경탐구 학습장 설치
- 2008-09-26 제7회 대구광역시 119소방동요경연대회 동상/한국소방안전협회 대구ㆍ경북지부장
- 2008-10-30 환경교육시범학교 운영보고
- 2008-11-07 교내 CCTV 6대 추가설치
- 2008-11-12 제6회 창의성교육 실적물 전시회 우수(학교특색영역)/대구광역시교육감
- 2008-12-15 보건실 현대화사업, 유치원 놀이터 보수공사
- 2008-12-24 연구ㆍ시범운영학교 우수/대구광역시교육감
- 2008-12-24 2008 독서교육활동 우수
- 2008-12-24 2008 교내자율장학활동 장려
- 2008-12-26 학교평가 최우수
- 2008-12-30 2008학년도 과학ㆍ환경교육활동 공모 우수
- 2009-01-05 냉난방 환경개선(천장형 에어컨 설치)
- 2009-01-17 보차도 분리공사
- 2009-02-06 유치원 노후 시설(놀이터) 개선
- 2009-02-06 보건실 현대화 사업
- 2009-02-09 실내 냉난방 시설 설치
- 2009-02-12 제8회 졸업식(졸업생 205명, 총계 1681명)
- 2009-02-13 2008학년도 수료식
- 2009-02-18 수업용 TV(대형화면 7대) 설치
- 2009-02-25 노후급식기구 교체(보일러, 가스튀김 솥)
- 2009-03-02 신입생 입학식
- 2009-03-02 2009학년도 시업식(32학급)
- 2009-03-04 병설유치원 입원식(1학급 편성, 종일반 운영)
- 2009-03-30 행정실 리모델링
- 2009-06-11 2009 대구광역시 학교스포츠클럽 육상대회 서부교육청 예선대회 우승 /대구광역시서부교육청교육장
- 2009-07-09 영어체험교실 구축(3층)
- 2009-07-14 제5회 합창·합주 경연대회(합창부문) 우수/ 대구광역시교육감
- 2009-08-20 학교 실내외 도색
- 2009-08-20 학교 옥상 방음벽 설치
- 2009-08-20 운동장 파고라 설치
- 2009-09-15 유치원 종일반 증설 및 환경개선공사
- 2009-12-23 과학·환경 교육활동 우수학교 우수/ 대구광역시 교육감 권한대행 부교육감
- 2009-12-23 방과 후 학교 운영 우수학교 우수 /대구광역시 교육감 권한대행 부교육감
- 2009-12-23 주제가 있는 학교특생 경영 장려/ 대구광역시 교육감 권한대행 부교육감
- 2009-12-23 독서 교육 우수학교 우수/ 대구광역시 교육감 권한대행 부교육감
- 2010-02-10 제9회 졸업식(졸업생: 178명 / 계: 1859명) 및 수료식
- 2010-03-02 31학급 편성, 병설유치원 1학급 편성(종일반 운영)
- 2010-03-02 신입생 입학식
- 2010-03-02 2010학년도 시업식(31학급)
- 2010-03-04 병설유치원 입원식(1학급 편성, 종일반 운영)
- 2010-05-20 제9회 대구은행 어린이 사생대회 은상 / 대구광역시교육감
- 2010-06-09 민속놀이 한마당 경연대회 딸림상 / 대구광역시서부교육지원청교육장
- 2010-07-13 학생,학부모가 함께하는 미술실기대회 종합우수 /대구광역시교육감
- 2010-07-13 제6회 합창ㆍ합주 경연대회 우수상 / 대구광역시교육감
- 2010-10-27 생활아이디어 창안디자인대회 캐릭터 및 생활용품 디자인부문 최우수 / 대구광역시서부교육지원청교육장
- 2010-12-22 유치원 자율장학활동 공모제 장려 / 대구광역시교육감
- 2010-12-22 장학활동 우수학교 / 대구광역시교육감
- 2010-12-22 학습부진지도사례 우수학교 /대구광역시서부교육지원청교육장
- 2010-12-22 주제가 있는 학교특색경영 장려 / 대구광역시교육감
- 2010-12-22 방과후학교 운영 최우수학교 / 대구광역시교육감
- 2010-12-22 독서ㆍ 글쓰기 교육 우수 학교 / 대구광역시교육감
- 2011-01-27 전국 100대 교육과정 우수학교 선정 / 교육과학기술부장관
- 2011-02-15 제10회 졸업식(졸업생: 181명, 총 2040명)
- 2011-03-01 30학급 편성, 병설유치원 1학급 편성(종일반 운영)
- 2011-05-01 창의인성모델학교 운영(시교육청)
- 2011-05-18 제7회 서부초등합창합주대회 / 서부교육지원청교육장
- 2011-05-26 제10회 대구은행 어린이 사생대회 금상 / 대구광역시교육감
- 2011-06-25 대구광역시교육감배 풋살예선남초부 3위 / 서부교육지원청교육장
- 2011-07-08 학생 학부모 미술 실기대회 종합3위 / 대구광역시교육감
- 2011-07-21 제16회 대구광역시장배 체조대회2위 / 대구광역시장
- 2011-12-21 제57회 전국과학전람회 우수교 / 대구광역시교육감
- 2011-12-21 주제가 있는 학교특색경영 우수 / 대구광역시교육감
- 2011-12-21 2011 과학환경교육 활동 공모 우수교 / 대구광역시교육감
- 2011-12-21 2011 학교평가 최우수 / 대구광역시교육감
- 2011-12-28 2011 유치원 평가 우수 및 유공 유치원 표창 / 서부교육지원청교육장
- 2011-12-31 2011 학교 평가 최우수 / 교육과학기술부장관
- 2012-02-16 제11회 졸업식(졸업생 164명, 누계 2204명)
- 2012-03-01 창의·인성교육 모델학교 운영(~2014.02.28.)
- 2012-03-01 30학급 편성, 병설유치원 1학급 편성(종일반 운영)
- 2012-09-12 대구광역시 과학동아리 발표대회(초록지킴이) 장려
- 2012-09-26 제58회 전국과학전람회 우수상
- 2012-09-26 민속놀이 한마당 경연대회 딸림상
- 2012-10-31 생활아이디어 창안 디자인대회 최우수
- 2012-12-21 독서교육 우수학교
- 2013-02-14 제12회 졸업식(졸업생: 133명. 총 2337명)
- 2013-02-14 제12회 병설유치원 졸업식(졸업식: 12명. 총330명)
- 2013-03-01 환경교육체험 프로그램운영학교 지정(~2014.02.28.)
- 2013-09-26 제59회 전국과학전람회 우수
- 2013-11-09 제43회 전국소년체육대회 대비 평가대회 체조 3위
- 2013-11-22 제12회 전국 초등학생 창의력 경진대회 동상
- 2013-12-04 2013 대구광역시교육청 연구학교 운영 평가 우수
- 2013-12-26 2013 연구학교 평가 우수상
- 2014-02-14 제13회 졸업식(졸업생: 136명. 총 2473명)
- 2014-02-14 제13회 병성유치원 졸업식(졸업생: 10명. 총 340명)
- 2014-07-11 제19회 대구광역시장배 체조대회 2위
- 2014-10-01 제12회 ICT활용 창의성경진대회 장려
- 2014-10-14 대구광역시서부교육지원청장배 육상경기대회 종합 준우승
- 2014-11-01 대구체조협회장배 체조대회 3위
- 2014-11-26 제13회 전국 초등학생 창의력경진대회 장려
- 2014-12-31 2014 전국학교스포츠클럽대회 페어플레이상(문체부 장관)
- 2015-02-13 제14회 병설유치원 졸업식(졸업생 4명, 총 344명)
- 2015-02-17 제14회 졸업식(졸업생 102명, 총 2575명)

## 학교 상징
- 교화 - 목련 : 이른 봄 잎보다도 먼저 피어나는 순백의 목련꽃처럼 누구보다 먼저 실천하고 행동하는 바른 어린이가 되자
- 교목 - 느티나무 : 깊고 튼튼한 뿌리를 바탕으로 하늘을 향해 무성한 가지를 뻗어나가는 느티나무처럼 슬기로운 정신과 건강한 몸을 바탕으로 미래의 꿈을 향해 노력하는 어린이가 되자